# Я вивчаю українську (журнал)
«Я вивчаю українську» — український науково-популярний журнал для дітей та батьків. Виходив 1 раз на місяць. Часопис засновано у квітні 2010 року. Закритий від 1 липня 2013 року через нерентабельність. Головний редактор — Олена Маленко. Формат: українськомовний повнокольоровий журнал з рекламою. Видання входило до серії «Для допитливих», в якій також були такі журнали, як «JustTEEN», «Хімія для допитливих», «TEENGLISH», «Фізика для допитливих», «Біологія для допитливих», «Історія для допитливих», «Географія для допитливих».

## Рубрики
У журналі виходили статті під такими рубриками:
- Пізнаймо нашу мову;
- Про все на світі;
- Мовні цікавинки;
- Дізнайся більше;
- Золоті ручки;
- Хронометр та ін.

## Тематика
У журналі публікували науково-популярні статті для дітей та батьків на гуманітарну тематику: мова, література, мистецтво та культура.